# Luc Goutry
Luc Goutry (Tielt, 22 december 1948) is een voormalig Belgisch politicus voor CD&V.

## Levensloop
Na zijn humaniora in Torhout studeerde Luc Goutry af als maatschappelijk assistent aan de Sociale School in Kortrijk. Hij werkte vanaf 1972 als maatschappelijk assistent op de sociale dienst van de Christelijke Mutualiteit in Brugge en was nadien van 1980 tot 1982 privésecretaris op het kabinet van minister van Ontwikkelingssamenwerking en vervolgens minister van Onderwijs Daniël Coens. Daarna keerde hij terug naar de CM, eerst van 1982 tot 1988 als directiesecretaris en diensthoofd en coördinator van het Hof van Watervliet, het open sociaal-cultureel ontmoetings- en welzijnscentrum van de CM in Brugge, en daarna van 1988 tot 1992 als adjunct-directeur in het directiecomité, waar hij verantwoordelijk was voor de sociale dienst en de welzijnsdienst.
Van 1989 tot 2001 was hij gemeenteraadslid van de stad Brugge en vanaf 1995 fractieleider voor de toenmalige CVP. Binnen de partij behoorde hij tot de ACW-strekking. In maart 1992 kwam hij als opvolger van de overleden Daniël Coens in de Kamer van volksvertegenwoordigers terecht, waar hij lid werd van de commissies die zich vooral bezighouden met sociaal gerichte materies: Sociale Zaken (1992-2003) en Volksgezondheid, Milieu en Maatschappelijke Hernieuwing (1999-2010). Ook legde hij zich toe op het beleid rond ontwikkelingssamenwerking. Hij werd enkele malen herverkozen en bleef uiteindelijk volksvertegenwoordiger tot aan de verkiezingen van juni 2010. Van 2005 tot 2010 was Goutry quaestor van de Kamer.
In de periode maart 1992-mei 1995 had hij als gevolg van het toen bestaande dubbelmandaat ook zitting in de Vlaamse Raad. De Vlaamse Raad was vanaf 21 oktober 1980 de opvolger van de Cultuurraad voor de Nederlandse Cultuurgemeenschap, die op 7 december 1971 werd geïnstalleerd, en was de voorloper van het huidige Vlaams Parlement. In de Vlaamse Raad was Goutry lid van de commissie Cultuur.
Een van zijn realisaties was de naar hem genoemde Wet Goutry tot vaststelling van het maximum aantal behandelingstermijnen in de tegemoetkoming aan gehandicapten. Hij was ook de promotor voor het vastleggen van het sociaal statuut van kunstenaars en zeevissers.
Hij was actief in tal van verenigingen in de gezondheidszorg en gehandicaptenwerking. Sinds 2009 is hij voorzitter van het beheerscomité van de Hulpkas Ziekte- en Invaliditeitsverzekering.
Nadat hij in 2001 verhuisde naar de Beernemse deelgemeente Oedelem, werd hij van 2006 tot eind 2016 gemeenteraadslid in Beernem en was er van 2006 tot 2016 OCMW-voorzitter en schepen van Sociale Zaken. Eind 2016 verliet hij de politiek.